# Liste der Geotope im Saarland
Die Liste der Geotope im Saarland benennt mit Stand von 2024 insgesamt 110 Geotope. Einige Aufschlüsse sind in der Liste nicht näher bezeichnet.

## Liste
| Nummer | Bezeichnung                                                  | Typ                               | Beschreibung | Bild |
| ------ | ------------------------------------------------------------ | --------------------------------- | --- | ---- |
| 1      | Salzmühle bei Dreisbach                                      | ehem. Steinbruch                  | Postdevonisches Paläorelief im Taunusquarzit mit basisch-intermediären Vulkaniten und Buntsandstein-Überdeckung.             |      |
| 2      | Lutwinuskapelle bei Mettlach                                 | Felsklippe                        | Paläolandoberfläche (postdevonisch) mit Schuttfächersedimenten des Perm oder Buntsandstein.                                  |      |
| 3      | Altberg bei Thailen                                          | Sandgrube                         | Kreuznach-Formation, äolische Sedimente (Dünensand) in typischer Ausbildung.                                                 |      |
| 4      | Großer Stiefel bei St. Ingbert                               | Tischfelsen                       | Tischfelsen in den Karlstal-Schichten des Mittleren Buntsandsteines.                                                         |      |
| 5      | Burganlage Kirkel                                            | Aufschluß                         | Mittlerer Buntsandstein, Grenzbereich Rehberg-/Karlstal-Formation.                                                           |      |
| 6      | Elsenfels bei Nohfelden                                      | Felsklippe                        | Felsklippe im Rhyolith. |      |
| 7      | Am Ellmachsbach bei Dirmingen                                | ehem. Steinbruch                  | Wechsel limnischer und fluviatiler Sedimentationszyklen in den Heusweiler Schichten.                                         |      |
| 8      | Rothenberg bei Eisen                                         | ehem. Tongrube                    | Donnersberg-Formation mit Konglomeraten und pyroklastischer Folge mit sehr feinen Ascheablagerungen.                         |      |
| 9      | Bardenbach                                                   | Felsklippe                        | Andesitkonglomerat als Aufarbeitungsprodukt lokaler Laven.                                                                   |      |
| 10     | Ehemalige Tongrube der Grube König                           | ehem. Tongrube                    | Sulzbach Schichten mit Kohleflöz.                                                                                            |      |
| 11     | Schlossberg in Blieskastel                                   | Aufschluß                         | Mittlerer und Oberer Buntsandstein, Grenzbereich Karlstal-Formation/Zwischenschichten.                                       |      |
| 12     | Steinberg bei Oberlinxweiler                                 | ehem. Steinbruch                  | schichtparallele Kuselitintrusion in Rotliegendsedimente mit Kontaktmetamorphose.                                            |      |
| 13     | Gemeindesteinbruch Niederkirchen                             | ehem. Steinbruch                  | Grenzbereich Quirnbach-Formation/Lauterecken-Formation mit Feist-Konglomerat in typischer Ausbildung.                        |      |
| 14     | Hellerberg                                                   | ehem. Steinbruch                  | mehrere Lavadecken und -ströme, Strömungskanal.                                                                              |      |
| 15     | Grauer Stein                                                 | Felsklippe                        | Störungsbrekzie aus Quarz (weißer).                                                                                          |      |
| 16     | Roter Fels in Lautzkirchen                                   | Aufschluß                         | Typische Ausbildung der Dünnschichten und Felssandsteine des Mittleren Buntsandsteins (Karlstal-Formation).                  |      |
| 17     | Felsenweg St. Arnual                                         | Felswände                         | |      |
| 18     | Kirkeler Felsenpfad                                          | Felswände                         | Karlstal-Felszone (Kirkeler Felsenpfad) Felsengruppe mit Felsenpfad.                                                         |      |
| 19     | Saarschleife                                                 | Felswände, Durchbruchstal         | Devon, Taunusquarzitrippen mit Steinrauschen.                                                                                |      |
| 20     | Orkelsfelsen                                                 | Felsklippe                        | Quarzitfelsen (Taunusquarzit) im Mittleren Muschelkalk.                                                                      |      |
| 21     | Wackenmühle                                                  | ehem. Steinbruch                  | Holzer Konglomerat an der Grenze Heiligenwald-Formation / Untere Göttelborn-Formation.                                       |      |
| 22     | Sudelfels                                                    | Felsklippe                        | Kalktuff (Sudelfels). |      |
| 23     | Tropfsteinhöhle Niedaltdorf                                  | Tropfsteinhöhle                   | |      |
| 24     | Weißelberg                                                   | Felsklippe                        | Blockmeer permischer Vulkanite.                                                                                              |      |
| 25     | Zimmermannskanzel                                            | Felsklippe                        | Zimmermannskanzel, Holzer Konglomerat in für die Region typischer Ausbildung.                                                |      |
| 26     | Schlossberghöhlen                                            | Künstliche Höhle                  | Ehem. Bergwerk zur Gewinnung von Glassand, Formsand und Scheuersand.                                                         |      |
| 27     | Brennender Berg                                              | Aufschluß, Felswände              | aus Felsspalten austretende Dämpfe eines brennenden Kohleflözes.                                                             |      |
| 28     | Römischer Stollen Wallerfangen                               | Römisches Bergwerk                | Hist. Kupferbergbau im Buntsandstein.                                                                                        |      |
| 29     | k.N.                                                         | Aufschluß                         | Typisches Profil im oberen Teil des Unteren Muschelkalkes.                                                                   |      |
| 30     | k.N.                                                         | Aufschluß, z. Zt. überdeckt       | Rippelfeld im Oberen Muschelkalk.                                                                                            |      |
| 31     | k.N.                                                         | Aufschluß                         | Kalksinter. |      |
| 32     | k.N.                                                         | Aufschluß                         | Rutschfläche im Muschelkalk.                                                                                                 |      |
| 33     | k.N.                                                         | Aufschluß, z. Zt. überdeckt       | Rippelfeld im Trochitenkalk.                                                                                                 |      |
| 34     | k.N.                                                         | Aufschluß                         | Typisches Profil im Oberen Muschelkalk.                                                                                      |      |
| 35     | k.N.                                                         | Aufschluß                         | Karlstal-Felszone (Kulturdenkmal).                                                                                           |      |
| 36     | Frauenbrunnen                                                | Quelle                            | Felsenquelle mit natürlichen Felswänden im Mittleren Buntsandstein (Karlstal-Felszone).                                      |      |
| 37     | Schlangenhöhle                                               | Künstliche Höhle                  | Ehem. Bergwerk zur Gewinnung von Glassand, Formsand und Scheuersand.                                                         |      |
| 38     | k.N.                                                         | Aufschluß                         | Werksteinzone im Oberen Buntsandstein.                                                                                       |      |
| 39     | k.N.                                                         | Bliesterrasse                     | |      |
| 40     | k.N.                                                         | Aufschluß                         | Werksteinzonen im Oberen Buntsandstein und Unteren Muschelkalk.                                                              |      |
| 41     | Eichertsfels                                                 | Felsgruppe                        | Felsrippe, Untere Zwischenschichten mit Höhlenbildung.                                                                       |      |
| 42     | k.N.                                                         | Aufschluß                         | |      |
| 43     | k.N.                                                         | Aufschluß                         | Felsberg-Sprung |      |
| 44     | k.N.                                                         | Aufschluß                         | Grenzbereich Obere Heiligenwalder Schichten, Holzer Konglomerat, Untere Göttelborner Schichten.                              |      |
| 45     | k.N.                                                         | Aufschluß                         | |      |
| 46     | Schloßberg                                                   | Aufschluß                         | Grenzbereich Mittlerer/Oberer Buntsandstein mit ausgeprägter Paläobodenbildung.                                              |      |
| 47     | k.N.                                                         | Aufschluß                         | Eisenvererzungen im sm1a, Felsberg-Sprung.                                                                                   |      |
| 48     | Schoßberg                                                    | Aufschluß                         | |      |
| 49     | k.N.                                                         | Aufschluß                         | Obere Sulzbach Schichten mit Palmbaumflöz.                                                                                   |      |
| 50     | k.N.                                                         | Aufschluß                         | Luisenthal Schichten mit Auflagerung des Holzer Konglomerates.                                                               |      |
| 51     | k.N.                                                         | Aufschluß                         | Dilsburg Schichten in typischer Ausbildung.                                                                                  |      |
| 52     | Kanapée beim Schwimmbad Kasbruch                             | Felsgruppe                        | Felsgruppe im Mittleren Buntsandstein.                                                                                       |      |
| 53     | Hohler Stein                                                 | Felsgruppe                        | |      |
| 54     | k.N.                                                         | Aufschluß                         | Holzer Konglomerat. |      |
| 55     | k.N.                                                         | Aufschluß                         | Holzer Konglomerat. |      |
| 56     | Kallenstein                                                  | Felsgruppe                        | Felsgruppe, verkieseltes Konglomerat des Rotliegenden.                                                                       |      |
| 57     | k.N.                                                         | Aufschluß                         | Grenzbereich Mittlerer/Oberer Buntsandstein.                                                                                 |      |
| 58     | Fischerberghaus                                              | ehem. Steinbruch                  | Kalksteinbruch mit restaurierten Kalkbrennöfen.                                                                              |      |
| 59     | k.N.                                                         | Aufschluß                         | Grenzbereich Mittlerer/Oberer Buntsandstein ohne Violette Grenzzone.                                                         |      |
| 60     | k.N.                                                         | Aufschluß                         | Buntsandsteinfelsen. |      |
| 61     | k.N.                                                         | Aufschluß                         | einziges Profil im Unteren Keuper.                                                                                           |      |
| 62     | k.N.                                                         | Aufschluß                         | Stollenmundloch mit Hauptanhydritlager des Mittleren Muschelkalkes.                                                          |      |
| 63     | k.N.                                                         | Aufschluß                         | Trochitenkalk. |      |
| 64     | Bahnhof Baltersweiler                                        | Aufschluß                         | Kuselitintrusion in Sedimente der Meisenheim-Formation, gefrittete Sedimente.                                                |      |
| 65     | k.N.                                                         | Aufschluß                         | Heusweiler Schichten in typischer Ausbildung.                                                                                |      |
| 66     | k.N.                                                         | Aufschluß                         | Quarzitkonglomerat im distalen Bereich der alluvialen Schwemmfächer.                                                         |      |
| 67     | k.N.                                                         | Aufschluß                         | feinklastische Seensedimente mit Süßwasserkarbonaten der Quirnbach-Formation.                                                |      |
| 68     | k.N.                                                         | Aufschluß                         | mehrere Lavadecken mit Zwischensedimenten und Tuffen, verfüllte Lavaspalten.                                                 |      |
| 69     | k.N.                                                         | Aufschluß                         | granatführender Rhyolith mit jüngerer andesitischer Intrusion.                                                               |      |
| 70     | Hoxfelsen                                                    | Felsgruppe                        | |      |
| 71     | Harstfelsen                                                  | Felsgruppe                        | Harstfelsen |      |
| 72     | Rammenfels                                                   | Felsgruppe                        | Rammenfelsen |      |
| 73     | k.N.                                                         | Aufschluß                         | |      |
| 74     | k.N.                                                         | Aufschluß                         | Mittlerer Buntsandstein, Basis Oberer Buntsandstein.                                                                         |      |
| 75     | k.N.                                                         | Aufschluß                         | Grundanhydrit im Mittleren Muschelkalk.                                                                                      |      |
| 76     | Schwarzbruch                                                 | Blockmeer                         | |      |
| 77     | k.N.                                                         | Aufschluß                         | Oberkirchen-Formation, Typlokalität mit andesitischen Intrusionen.                                                           |      |
| 78     | Steinerner Schrank                                           | Felsgruppe                        | |      |
| 79     | k.N.                                                         | Aufschluß                         | Grenzbereich Jeckenbach-/Odernheim-Einheit mit Übergang von limnischer zu fluviatiler Sedimentation.                         |      |
| 80     | k.N.                                                         | Aufschluß                         | Quarzitkonglomerat (-brekzie) mit hohem Anteil vulkanischer Komponenten.                                                     |      |
| 81     | k.N.                                                         | Aufschluß                         | Quarzitkonglomerat in proximaler Fazies mit Andesit-, Rhyolit- und Quarzitgeröllen.                                          |      |
| 82     | k.N.                                                         | Aufschluß                         | Rhyolitkonglomerat als Schuttstromablagerung.                                                                                |      |
| 83     | Wilde-Frau-Häuschen                                          | Felsgruppe                        | |      |
| 84     | k.N.                                                         | Aufschluß                         | Andesitkonglomerat in typischer Ausbildung.                                                                                  |      |
| 85     | k.N.                                                         | Aufschluß                         | Rhyolitintrusion mit Tuffschlot.                                                                                             |      |
| 86     | Teufelskanzel                                                | Felsklippe                        | Felsklippe im Rhyolith. |      |
| 87     | k.N.                                                         | Aufschluß                         | rhyolitische Intrusion mit eingeregelten Biotiten (Fluidalgefüge).                                                           |      |
| 88     | k.N.                                                         | Aufschluß                         | Basisbereich der Donnersberg-Formation mit Andesit und Tuffen.                                                               |      |
| 89     | k.N.                                                         | Bardenbacher Felsen               | Felsklippe |      |
| 90     | k.N.                                                         | Aufschluß                         | Basisarkose der Donnersberg-Formation.                                                                                       |      |
| 91     | k.N.                                                         | Aufschluß                         | Meisenheim-Formation (Jeckenbach-Einheit) stark silifizierte Sedimente mit Toneisensteingeoden.                              |      |
| 92     | k.N.                                                         | Aufschluß                         | Donnersberg-Formation mit Pyroklastiten, Vulkaniten, Zwischensedimenten und Quarzitkonglomerat.                              |      |
| 93     | k.N.                                                         | Aufschluß                         | Grenzbereich Donnersberg-/Wadern-Formation mit Vulkaniten und Quarzitkonglomerat                                             |      |
| 94     | k.N.                                                         | Aufschluß                         | Lavadecke mit klastischen Zwischensedimenten                                                                                 |      |
| 95     | Schlittchen bei Oberlöstern                                  | Felsklippe                        | Quarzitkonglomerat des Rotliegenden.                                                                                         |      |
| 96     | Iltisfelsen                                                  | Felsklippe                        | |      |
| 97     | Bärenfelsen                                                  | Felsklippe                        | |      |
| 98     | Der Hohe Fels                                                | Felsklippe.                       | |      |
| 99     | Rotfels                                                      | Felsklippe                        | Devon, Taunusquarzit. |      |
| 100    | Herrgottstein                                                | Felsklippe                        | Taunusquarzitrippen mit Basisbereich des Mittleren Buntsandsteins.                                                           |      |
| 101    | Teufelsschornstein                                           | Felsklippen                       | Devon, Taunusquarzit. |      |
| 102    | Vogelsfelsen                                                 | Felsklippen                       | Devon, Taunusquarzit. |      |
| 103    | ehem. Steinbruch Saucy                                       | Aufschluß                         | Kalkstein und Dolomitstein der Ceratitenschichten (Oberer Muschelkalk) mit Übergang zu den Unteren Dolomiten des Unteren ... |      |
| 104    | Weißfels                                                     | natürlicher Aufschluß, Felsklippe | Felsrippen aus devonischem Taunusquarzit, völlig gebleicht.                                                                  |      |
| 105    | Osthang des Felsenberges bei Grimburg                        | Aufschluß                         | devonische Schiefer der Hermeskeil Schichten in typischer Ausbildung.                                                        |      |
| 106    | ehem. Eisen- und Tongrube Kloppbruchsweiher                  | Aufschluß                         | limnische Sedimente der Meisenheim-Formation auf Devon, mit Toneisensteingeoden, fossilreich.                                |      |
| 107    | Steinerner Mann                                              | Felswand, ehem. Steinbruch        | Devon, Taunusquarzit mit eingelagerten Tonschiefern.                                                                         |      |
| 108    | Hanganschnitt oberhalb der Kirche                            | Aufschluß                         | Gedinne-Schiefer in typischer Ausbildung.                                                                                    |      |
| 109    | Nonnweiler, Beginn der Zufahrt zum Staudamm, Straßenböschung | Aufschluß                         | Basiskonglomerat des Rotliegenden als beckenrandnahe Faziesausbildung.                                                       |      |
| 110    | k.N.                                                         |                                   | Steinrausche. |      |